# فابيو مينغي
فابيو مينغي (بالإيطالية: Fabio Menghi)‏ مواليد 19 فبراير 1986 في ريميني، هو متسابق دراجات نارية إيطالي. نافس في بطولة العالم للسوبرسبورت.

## النتائج

### بطولة العالم للسوبرسبورت

#### السباقات حسب السنة
| السنة | الدراجة | 1             | 2            | 3           | 4          | 5             | 6               | 7             | 8             | 9           | 10           | 11           | 12            | 13         | مركز  | نقاط |
| ----- | ------- | ------------- | ------------ | ----------- | ---------- | ------------- | --------------- | ------------- | ------------- | ----------- | ------------ | ------------ | ------------- | ---------- | ----- | ---- |
| 2010  | ياماها  | أستراليا      | البرتغال     | إسبانيا     | هولندا     | إيطاليا       | ج. أفريقيا      | أمريكا        | سان مارينو 17 | تشيك        | بريطانيا     | ألمانيا      | إيطاليا       | فرنسا      | ن.غ.م | 0    |
| 2011  | ياماها  | أستراليا      | أوروبا       | هولندا      | إيطاليا    | سان مارينو    | إسبانيا         | تشيك          | بريطانيا      | ألمانيا     | إيطاليا ل.يب | فرنسا        | البرتغال      |            | ن.غ.م | 0    |
| 2012  | ياماها  | أستراليا 15   | إيطاليا ل.ين | هولندا ل.ين | إيطاليا 21 | أوروبا 24     | سان مارينو ل.ين | إسبانيا 14    | تشيك 21       | بريطانيا 22 | روسيا 17     | ألمانيا ل.ين | البرتغال ل.ين | فرنسا 21   | 36    | 3    |
| 2013  | ياماها  | أستراليا ل.ين | إسبانيا 14   | هولندا ل.يب | إيطاليا    | بريطانيا      | البرتغال 24     | إيطاليا 15    | روسيا C       | بريطانيا 24 | ألمانيا 24   | تركيا 16     | فرنسا ل.يب    | إسبانيا ان | 28    | 3    |
| 2014  | ياماها  | أستراليا 9    | إسبانيا 15   | هولندا 15   | إيطاليا 6  | بريطانيا ل.ين | ماليزيا ل.ين    | سان مارينو 17 | البرتغال 15   | إسبانيا 17  | فرنسا ل.ين   | قطر 18       |               |            | 18    | 20   |
| 2015  | ياماها  | أستراليا 15   | تايلاند ل.ين | إسبانيا 7   | هولندا 12  | إيطاليا 12    | بريطانيا ل.ين   | البرتغال 10   | إيطاليا 6     | ماليزيا 12  | إسبانيا ل.ين | فرنسا 20     | قطر 10        |            | 15    | 44   |

## وصلات خارجية
- فابيو مينغي على موقع WorldSBK.com (الإنجليزية)
- الموقع الرسمي